# NAOTO KINE PRESENTS TMN BLUE
『NAOTO KINE PRESENTS TMN BLUE』（ナオト・キネ・プレゼンツ・ティーエムエヌ・ブルー）は1994年6月22日にリリースされたTMNのベスト・アルバム。

## 概要
木根尚登が選曲したベスト・アルバムで、TMN終了時に発売された。
バラードセレクションアルバムで、『GORILLA』『Self Control』『humansystem』の収録曲が多く選曲され、シングル曲は「GIRL」のみとなっており、未発表曲「ANOTHER MEETING」が収録されている。
懐古趣味的な木根自身の志向であるバラード系の楽曲に固定されており、同時発売された「TMN BLACK」及び「TMN RED」とは異なり、最後のトラックに収録されている未発表曲「ANOTHER MEETING」以外は全て1988年以前且つTM NETWORK名義の楽曲に統一されている事と、収録曲の半数以上が木根作曲の楽曲である事が特徴である。

## 収録曲
| 全編曲: 小室哲哉（#14のみノークレジット）。 |                              |            |           |       |
| #                                           | タイトル                     | 作詞       | 作曲      | 時間  |
| 1.                                          | 「TIME PASSED ME BY」        | 小室みつ子 | 木根尚登  | 4:05  |
| 2.                                          | 「GIRL」                     | 神沢礼江   | 小室哲哉  | 4:43  |
| 3.                                          | 「TIME」                     | 三浦徳子   | 小室哲哉  | 4:28  |
| 4.                                          | 「CONFESSION〜告白〜」       | 西門加里   | 木根尚登  | 5:03  |
| 5.                                          | 「HERE, THERE & EVERYWHERE」 | 小室哲哉   | 小室哲哉  | 3:48  |
| 6.                                          | 「SAD EMOTION」              | 神沢礼江   | 木根尚登  | 3:43  |
| 7.                                          | 「GIRL FRIEND」              | 小室みつ子 | 木根尚登  | 4:54  |
| 8.                                          | 「1/2の助走」                | 西門加里   | 木根尚登  | 5:14  |
| 9.                                          | 「TELEPHONE LINE」           | 小室みつ子 | 木根尚登  | 4:36  |
| 10.                                         | 「FIGHTING」                 | 小室みつ子 | 小室哲哉  | 4:26  |
| 11.                                         | 「THIS NIGHT」               | 小室哲哉   | 小室哲哉  | 4:57  |
| 12.                                         | 「FOOL ON THE PLANET」       | 小室みつ子 | 木根尚登  | 5:41  |
| 13.                                         | 「WINTER COMES AROUND」      | 小室みつ子 | 木根尚登  | 4:40  |
| 14.                                         | 「ANOTHER MEETING」          | 木根尚登   | 宇都宮隆  | 4:40  |
| 合計時間:                                   | 合計時間:                    | 合計時間:  | 合計時間: | 64:58 |

## 楽曲解説
曲の解説やタイアップ等はTM NETWORKや他のアルバムで解説しているため省略。曲名は本作のブックレットに記されているものに則り表記。
1. 「TIME PASSED ME BY」(1987)
4thアルバム『Self Control』収録曲。
2. 「GIRL」(1986)
7thシングル。次の曲と繋がるように編集されている。
3. 「TIME」(1985)
2ndアルバム『CHILDHOOD'S END』収録曲。前の曲と繋がるように編集されている。
4. 「CONFESSION〜告白〜」(1986)
3rdアルバム『GORILLA』収録曲。
5. 「HERE, THERE & EVERYWHERE」(1987)
4thアルバム『Self Control』収録曲。
6. 「SAD EMOTION」(1986)
3rdアルバム『GORILLA』収録曲。
7. 「GIRL FRIEND」(1988)
14thシングル「SEVEN DAYS WAR」のカップリング曲。
8. 「1/2の助走」(1984)
1stアルバム『RAINBOW RAINBOW』収録曲。
9. 「TELEPHONE LINE」(1987)
5thアルバム『humansystem』収録曲。
10. 「FIGHTING」(1987)
4thアルバム『Self Control』収録曲。および10thシングル「Get Wild」のカップリング曲。
11. 「THIS NIGHT」(1987)
5thアルバム『humansystem』収録曲。
12. 「FOOL ON THE PLANET」(1987)
4thアルバム『Self Control』収録曲。
13. 「WINTER COMES AROUND」(1988)
6thアルバム『CAROL 〜A DAY IN A GIRL'S LIFE 1991〜』収録曲。
当アルバムでは、この曲迄全て1988年以前且つTM NETWORK名義での楽曲に統一されている。
14. 「ANOTHER MEETING」(未発表1994)
新曲であるがTMN終了後に発表された楽曲であるため、記載上は未発表1994である。
TMN最後のシングル『Nights of The Knife』のカップリングになる予定だったが、宇都宮の体調不良に依りその予定が頓挫しており、当アルバムで迂回して収録された (SPIN OFF from TM　ライブパンフレットコメントより)。
木根作詞、宇都宮作曲という珍しい組合せで、アレンジもアコースティック・ギターを基本とした素朴なものであり、小室色が薄い。
2005年のトリビュート・ライブ『SPIN OFF from TM』開催時、アンコールで演奏された。

## クレジット
- Produced : 小坂洋二
- A&R : 松田芳明, 大竹健
- Remaster Engineer : 鈴江真智子
- Art Direction & Design : 高橋伸明, くぼあきひろ
- Illustration : Kan Dava
- Photography : 大川直人
- Executive Producer : 岸栄司, ごとうひろし, 丸山茂雄